# Ghar el-Melh
Ghar el-Melh (arabisch غار الملح, DMG Ġār al-Milḥ, frz. ehm. Port Farine)  ist eine Stadt und ein ehemaliger Hafen an der Südseite des Kaps Farine im Gouvernement Bizerte in Tunesien.

## Geschichte
Die Stadt wurde durch die Phönizier als Rusucmona gegründet. Während der Punischen Kriege gelangte sie zunächst unter den Einfluss der Karthager, fiel jedoch nach dem letzten Konflikt der Großmächte im 2. Jahrhundert v. Chr. an das Römische Reich. Dieses Ereignis beendete auf einen Schlag neun Jahrhunderte der punischen Herrschaft. Das Territorium der zerstörten Stadt fiel an Utica, das auf Seiten Roms kämpfte. Es dauerte lange Zeit, bis das Gebiet von den Römern wieder besiedelt wurde. Die neue Stadt wurde Castra Delia genannt. Im Zuge der Islamischen Expansion im 7. und 8. Jahrhundert n. Chr. wurde die Stadt von arabischen Truppen eingenommen. Im Tunisfeldzug von 1535 kam auch der nun Porto Farina genannte Ort unter spanische Kontrolle, bis 1574 Tunis durch die siegreichen Osmanen erobert wurde. Der algerische Dey Usta Murad gilt als Wiedergründer der Stadt, deren Hafen er 1638 als Basis für seine Flotte begründete. Dieser Hafen wurde vom englischen Admiral Sir Robert Blake 1655 zerstört. Der Hafen und seine Befestigungen wurden jedoch dann schnell wieder aufgebaut. Das Osmanische Reich errichtete 1659 Borj el-Loutani als Festung. Bis ins 19. Jahrhundert blieb der Ort ein wichtiger Stützpunkt für die algerischen und tunesischen Korsaren. 1834 explodierte ein großes privates Arsenal eines maltesischen Piraten und zerstörte einen Teil der Stadt. Ahmed Bey bin Muhammad Sharif, der letzte Bey von Constantine, versuchte das Piratenunwesen einzudämmen und Ghar el-Melh in einen Handelshafen umzuwandeln, aber der Hafen versandete zusehends.  In den ersten Jahren der französischen Besetzung Tunesiens unternahm die Compagnie du Port de Bizerte einen Versuch, den Zugang zum Hafen von Porto Farina erneut auszubaggern, der aber letztlich scheiterte. Die Bedeutung Gar el-Melhs nahm deutlich ab. Das örtliche Gefängnis in Borj el-Loutani schloss 1964.
2007 wurden die Lagune von Ghar el-Melh und das angrenzende Delta des Flusses Medjerda in die Liste der Ramsar-Stätten aufgenommen und damit als Feuchtgebiet von internationaler Bedeutung, insbesondere als Lebensraum für Wasser- und Watvögel anerkannt.

## Wirtschaft

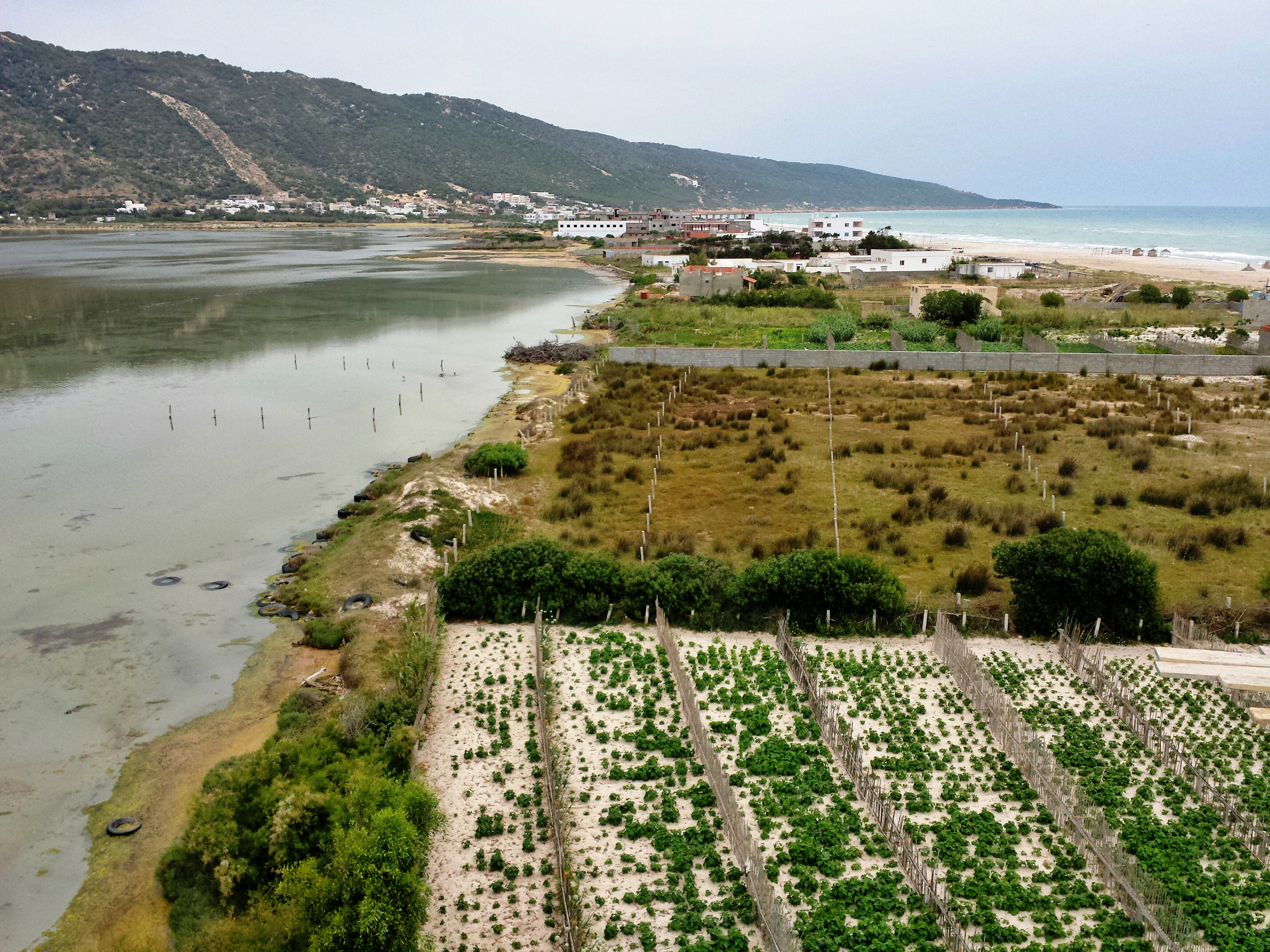
Ramli-Felder am Rand der Lagune

Haupterwerbszweige in Ghar el-Melh sind heute Landwirtschaft und Fischerei.
Am Rand der Lagune von Ghar el-Melh wird eine besondere Form der Landwirtschaft namens Ramli (arabisch für auf Sand) betrieben. Dabei sorgen die Gezeiten des Meeres zweimal täglich für die automatische Bewässerung der Pflanzen mit Süßwasser. 2020 wurde das Ramli-Landwirtschaftssystem in die Liste der Globally Important Agricultural Heritage Systems (GIAHS) der FAO aufgenommen.
Von den Fischern werden vor allem Aale gefangen.

## Rahmenbedingung
Der Tidenhub in Ghar el-Melh liegt zwischen 30 cm und etwa 1,0 m. Da es weltweit zweimal im Monat eine astronomische Springflut und zweimal pro Monat eine Nippflut gibt, zeigen Wochentabellen nur alle 7 Tage höchsten UND niedrigsten Wert an.